# Lista över ordförande i Östergötlands läns hushållningssällskap
Detta är en lista över ordförande i Östergötlands läns hushållningssällskap.

## Ordförande i Östergötlands läns hushållningssällskap
- 1813–1817: Johan Adam Cronstedt
- 1817–1822: Baltzar August Carl von Nieroth
- 1822–1824: Arvid Mauritz Posse
- 1824–1826: Carl Gustaf Hård
- 1826–1836: Gustaf Wathier Hamilton
- 1836–1851: Otto Palmstierna
- 1851–1859: Henning Hamilton
- 1859–1868: Gustaf af Ugglas
- 1868–1901: Robert De la Gardie
- 1901–1912: Ludvig Douglas
- 1912–1914: Eric Trolle